# Гігін (кратер)
Гігін (лат. Hyginus) — невеликий вулканічний кратер в північно-східній частині Центральної затоки на видимому боці Місяця. Назва присвоєно в честь римського письменника, автора трактату «Астрономія» Гая Юлія Гігіна (64 рік до н. е. — 17 рік н. е.).
Кратер є одним з небагатьох відомих вулканічних кратерів на поверхні Місяця і разом з борозною Гігіна утворює помітну структуру для спостережень. Вал, типовий для ударних кратерів, відсутній. Об'єм кратера складає приблизно 30 км³.